# Maureen Kearney
Pour les articles homonymes, voir Kearney.
Maureen Kearney, née en 1956 à Castlebar (Irlande), est une syndicaliste et lanceuse d'alerte. Professeur d'anglais pour la formation permanente dans une filiale d'Areva, leader mondial de l'industrie nucléaire, elle y est responsable syndicale de la CFDT, élue en 2004 secrétaire du comité de groupe européen d'Areva. Dans les années 2010, elle a alerté la presse et les politiques de l'existence d'un contrat secret comportant des transferts de technologie vers la Chine, menaçant l'entreprise.
Le livre-enquête La Syndicaliste de la journaliste Caroline Michel-Aguirre, sorti en 2019, raconte les efforts des syndicats d'Areva pour tenter de sauver l'entreprise, les menaces répétées contre Maureen Kearney, puis son viol avec actes de barbarie subi dans sa maison, ligotée à une chaise. Le viol est suivi d'une enquête bâclée, comme une simple entrave au fonctionnement de la justice, les prélèvements d'ADN effectués sur les lieux du crime n'ayant jamais été retournés aux enquêteurs. Maureen Kearney subit une brutale garde à vue, visant à tenter de justifier des accusations d'affabulation, reprises par le ministère de la Justice. Elle en est blanchie en appel. Aucun des deux tribunaux n'a « reconnu son statut de victime », car ce n'était « pas l’objet de la procédure ». Elle a été entendue par un seul des quatre juges d'instruction. De guerre lasse, elle renonce à ses plaintes pour « séquestration, violence avec arme et viol »,,.
Le livre de Caroline Michel-Aguirre est adapté en film par Jean-Paul Salomé, avec Isabelle Huppert dans le rôle-titre. Maureen Kearney approuve publiquement le film qui montre comment est « délégitimée » la parole des femmes et comment le viol est « utilisé comme arme politique pour détruire ses victimes ».

## Biographie

### Famille, arrivée en France et engagement syndical
De nationalité irlandaise, elle grandit dans une famille sensibilisée au syndicalisme où il est coutume de dire que chacun « a deux mains, l'une pour s'aider soi-même et la seconde pour aider les autres ». Sa mère a milité pour la libération de Nelson Mandela en 1990 ; Maureen Kearney devient  féministe dès le lycée. Au milieu des années 1980, elle s'installe en France avec son mari Gilles dans une maison du village d'Auffargis (Yvelines).
Après la naissance de leur fille, elle est embauchée en 1987 à la Société Générale pour les Techniques Nouvelles (SGN), filiale du groupe Cogema (future Areva), pour enseigner l'anglais à des techniciens qui partent travailler à l'étranger. Indignée d'avoir vu de jeunes ingénieurs licenciés sans indemnités, elle s'engage à la CFDT, devenant sa « figure de proue » chez Areva. Son « très bon contact » et sa capacité à « discuter avec les délégations des autres nations » y sont loués. Elle est ainsi « missionnée par la CFDT », cette équipe syndicale recevant « souvent des infos en interne », les recoupant, pour « connaître des orientations stratégiques » d'Areva.

### Secrétaire du comité de groupe d'Areva

#### 2006 à 2010: grèves et action contre le démantèlement d'Areva
Avec l'ensemble des élus du personnel de la CFDT et de tous les autres syndicats d'Areva, elle mène plusieurs actions pour défendre l'entreprise et ses salariés. Appuyé par des syndicats comme IG Metall en Allemagne ou la CGIL en Italie, le comité de groupe auquel elle participe appelle à des grèves dans les usines des treize pays d'Europe où sont implantés les cinquante-cinq sites d'Areva,. Un rapport d'expertise détaillant les inconvénients du projet de cession d'Areva T&D, étape décisive d'une « vente à la découpe d'Areva » prévoit que l'effectif du groupe chutera à 19 000 salariés dans le monde en 2023, quatre fois moins que les 75 000 de la fin 2009.

Ancien logo d'Areva jusqu'en 2018.

Cette très rentable filiale, vendant des équipements de transmission et distribution d'électricité, est convoitée dès 2006 par Alstom, détenu par le groupe Bouygues, car elle a doublé en quelques années sa part du marché mondial de l'interconnexion électrique en pleine croissance, ce qui a fait tripler le cours de Bourse d'Areva entre 2004 et 2006[réf. nécessaire].
Devenue en 2009 la plus grande filiale d'Areva, avec 31 000 salariés, dont 10 000 personnes embauchées en seulement quatre ans, Areva T&D permet surtout, en assurant la moitié des bénéfices d'Areva en 2009[réf. nécessaire], d'encaisser le double choc du retard des chantiers de l'EPR et de l'incapacité d'Uramin à se procurer de nouvelles ressources d'uranium en Afrique après l'inondation en octobre 2006 de Cigar Lake au Canada, la deuxième mine d'uranium au monde, détenue à 37% par Areva. Les dégâts rendent le combustible nucléaire hors de prix[réf. nécessaire].

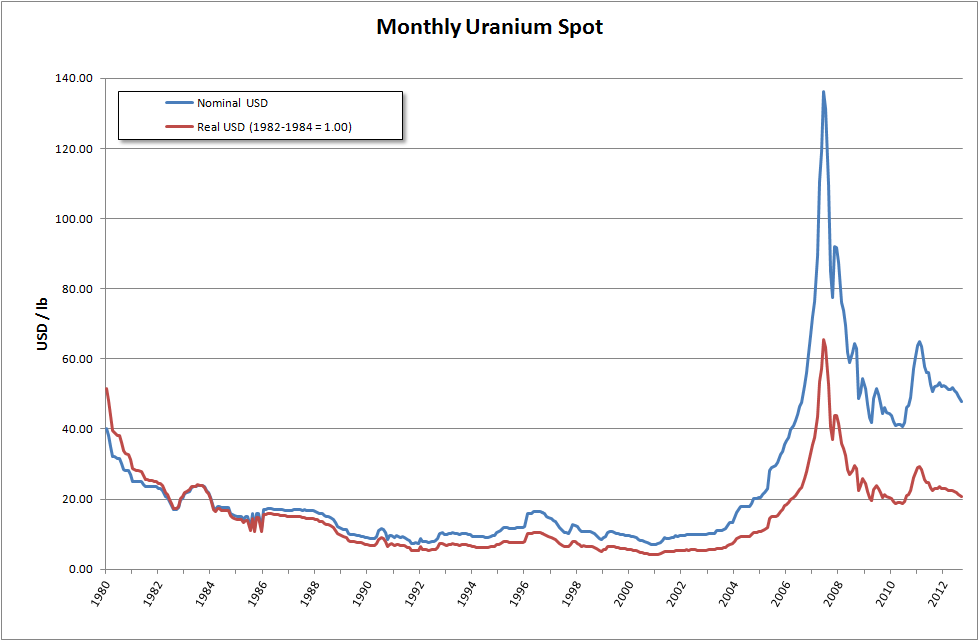
Le Prix spot de l'uranium entre 1980 et 2012. Hors de prix en 2007 après l'inondation de « Cigar Lake ». il repasse sous les 50 dollars après l'accident nucléaire de Fukushima.

Nicolas Sarkozy négocie durant l'été 2007 le rachat par Alstom-Bouygues d'Areva T&D, se heurtant à une forte opposition du comité de groupe d'Areva, qui tire « la sonnette d'alarme », accumulant les démarches de lobbying. La banque HSBC et le cabinet américain McKinsey, mandatés discrètement par l'Agence des participations de l'État, n'encouragent pas le projet, McKinsey analysant que cette vente « ne générerait pas de synergies » tandis que « l'État n'aurait rien à y gagner », selon HSBC, qui préconise plutôt « la mise en Bourse » d'une portion du capital d'Areva. Anne Lauvergeon évoque aussi des « synergies négatives assez importantes » et l'impératif de croissance par ses forces propres », en novembre 2007, après la vente à la Chine de deux réacteurs EPR, tandis que les cadres dirigeants d'Areva T&D signent à l'unanimité une tribune libre dans Les Echos pour dénoncer une opération qui « empêcherait de bénéficier pleinement des opportunités du marché en 2010-2011 et laisserait la place » aux concurrents ABB et Siemens.
En juin 2009, Maureen Kearney mène la délégation d'Areva reçue à l'Elysée, qui donne l'assurance que cette vente est écartée.
La cession aura finalement lieu en 2010, par décision du gouvernement de François Fillon, couplée à la révocation d'Anne Lauvergeon, alors personnellement affaiblie par l'affaire Uramin. En 2023 Areva fait l'objet d'une procédure judiciaire pour malversations dans ses comptes, à la suite du désastre financier causé par l'effondrement de la valeur de ses titres Uramin.

#### 2012: alerte contre les transferts de technologie en Chine

Tour Areva.

Les liens de confiance tissés par les syndicalistes du comité de groupe européen d'Areva avec Anne Lauvergeon se poursuivent après sa révocation. Anne Lauvergeon conserve un poste honorifique chez Areva, pourtant rémunéré, jusqu'en mi-2012.
L'intersyndicale réagit à un nouveau risque, celui des conséquences sur les emplois d'un projet de transfert de technologie, qui apparaît en 2012 sous la forme d'un contrat secret signé[réf. nécessaire] avec la Chine.
Maureen Kearney en prend connaissance via un lanceur d'alerte et devient elle-même lanceuse d'alerte auprès des politiques, s'attirant les foudres de Luc Oursel, nouveau PDG d'Areva, nommé en 2011 par le pouvoir politique contre l'avis d'Anne Lauvergeon. François Fillon est alerté en 2011.
Dans un premier temps, le PDG Luc Oursel nie en bloc l'existence d'un tel contrat.
Avant et après l'élection présidentielle de 2012, Maureen Kerney et l'intersyndicale rencontrent ministres et députés. Plusieurs députés, inquiets, confient à L'Expansion vouloir une commission d'enquête parlementaire ; le gouvernement demande de « temporiser, le temps de procéder à des vérifications ».
Entre-temps, la presse confirme et relaie les alertes concernant les négociations qui persistent avec des entreprises chinoises portant sur une collaboration internationale pour des projets nucléaires. Le Nouvel Obs publie le 27 septembre 2012 des extraits d'un projet d'accord bipartite entre EDF et son partenaire CGNPC. Le Canard enchaîné du 3 octobre 2012 publie une note de l'APE (l'Agence des participations de l'Etat), intitulée « alerte relative à un projet d'accord de coopération entre EDF et CGNPC »
Dans le film, il est dit que Maureen Kerney avait obtenu un rendez-vous en décembre 2012 avec le nouveau président de la République François Hollande[réf. souhaitée], mais rien ne l'atteste : a priori elle n'avait des contacts qu'avec M. Cazeneuve.

### 2012: intimidations, menaces, viol et actes de barbarie
Maureen Kearney, malgré le soutien de son intersyndicale, fait l'objet de menaces anonymes qu'elle décrit à des journalistes de L'Express rencontrés fin octobre 2012. Sa fille lui dit se sentir suivie. Le 20 novembre 2012, le comité de groupe d'Areva vote à l'unanimité une motion demandant au PDG la dernière version de l'accord tripartite, signée le 19 octobre 2012 entre Areva, EDF et le chinois CGNPC, en précisant qu'un refus constituerait un délit d'entrave. Il ne l'obtient toujours pas.
Le 15 décembre, les ministres de l'intérieur Bernard Cazeneuve et de l'économie Arnaud Montebourg sont contactés personnellement par Maureen Kearney et répondent à ses messages. Les intimidations se répètent, l'obligeant à consulter un psychiatre et à commencer un traitement. Quelques jours après, le 17 décembre 2012, elle aurait été victime d'un viol avec actes de barbarie, dans sa maison, ligotée à une chaise. L'agresseur la menace de mort : « c'est le deuxième avertissement, il n'y en aura pas de troisième ». La femme de ménage la découvre six heures après et veut appeler la police ; Maureen Kearney refuse, craignant des représailles. C'est finalement son mari qui impose l'appel.
Le présumé viol est révélé le lendemain par Libération, quotidien dont Anne Lauvergeon préside le conseil de surveillance et confirmé par la CFDT et le parquet de Versailles, qui révélera dix jours plus tard que la lettre A a été gravée avec un couteau sur l'abdomen de la victime. Les syndicalistes de la CFDT rencontrent la DRH pour qu'elle soit protégée en tant que lanceuse d'alerte.

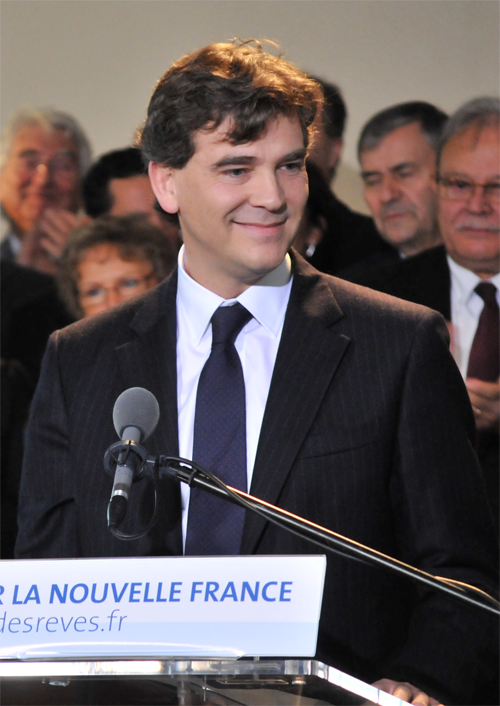
Arnaud Montebourg a commandé une enquête de l'Inspection générale des Finances (IGF) sur le projet d'accord entre EDF et le chinois CGNPC, indique Le Canard Enchaîné dix jours après le viol.

Le surlendemain du présumé viol, Areva annonce à l'AFP porter plainte contre le journal, qui a fait état dans un article séparé des inquiétudes du comité de groupe. Michel Toudret, délégué central CFDT d'Areva confirme à la presse que les syndicats « craignent des transferts de technologies avec la Chine » et que Maureen Kearney recevait des coups de téléphone de menaces. Le syndicat demande aussi à la presse « d’observer la plus grande réserve au nom du droit à la préservation de sa personne, de ses proches et de ses amis ».

### 2012: projets industriels d'EDF avec la Chine
Anne Lauvergeon est entendue par les enquêteurs le 20 décembre 2012 et Le Canard Enchaîné du 26 décembre révèle qu'Arnaud Montebourg a commandé une enquête de l'Inspection générale des Finances (IGF) sur le projet d'accord entre EDF et le chinois CGNPC,.
L'Express révèle la même semaine que des équipes d'EDF et du chinois CGNPC continuent à « travailler de concert », en Chine, dans la ville de Guangzhou, sur « un projet de réacteur nucléaire concurrent de l'Atmea » (d'Areva) avec « des demandes de transfert » d'une partie de son architecture centrale, pour laquelle Areva aurait sept ans d'avance sur ses concurrents ». L'Express précise que les pourparlers avancent sans Areva, alors qu'en février 2011 le Comité de politique nucléaire (CPN) français avait tranché : EDF ne peut s'associer à CGNPC qu'avec Areva. Le PDG d'Areva répond le 30 décembre dans un entretien au JDD que le « transfert de technologie vers la Chine » ne se fera qu'« au cas par cas ».

## «Affaire Maureen Kearney»

### 2013: enquête à charge
Cette « affaire Areva » devient entre-temps l'« affaire Maureen Kearney » : les enquêteurs tentent sans succès de faire avouer à la femme de ménage « qu'elle l'avait aidée à monter de toutes pièces son agression », puis rédigent un avis de classement de l'enquête dès le 5 février 2013. La violence de l'agression se double de celle d'une batterie d'examens gynécologiques, effectués comme pour « un animal qu'on amène chez le vétérinaire, et uniquement par des hommes ». Puis elle subit des tests psychiatriques, également effectués par des hommes. Son médecin est perquisitionné et le procureur Vincent Lesclous s'étonne qu'elle n'ait pas riposté face à son violeur, alors qu'elle a cru sentir une arme dans son dos. Les enquêteurs lui font croire que son propre mari et ses enfants la soupçonnent d'affabulation. Son mari dément fermement ces insinuations. Les enquêteurs disent à sa famille qu'elle est « folle à lier », affirmant ne pas croire « un mot » de tout ce qu'elle leur a dit, et savoir qu'elle s'est attachée et agressée elle-même. Parmi trente témoignages, vingt-huit attestent de son intégrité et de son comportement respectueux. Les deux la décrivant comme « n’allant pas bien », émanant de dirigeants d'Areva, sont retenus au dossier.
Elle est placée en garde à vue, le 23 janvier 2013, un mois après son viol, annonce l'AFP, de « source proche du dossier », car « soupçonnée » de « dénonciation de crime ou délit imaginaire ». Jean-Pierre Bachman responsable syndical CFDT et le syndicat CFDT lui réitèrent « toute confiance » et annoncent que la CFDT « se portera partie » civile à ses côtés. Pendant la garde à vue, elle est contrainte de laisser la porte ouverte quand elle va aux toilettes. Elle subit la violence psychologique d'un homme en civil qui ne s'est pas identifié, la menaçant, dans les locaux de la police : « Le rouleau compresseur de la justice et d’Areva ferait en sorte que ni moi, ni ma famille, ne se relèvent ». Épuisée, elle cède aux pressions ; elle reconnaît avoir tout inventé, sans donner aucun détail : ce sont des aveux « non circonstanciés ».
La protection de son domicile cesse et les policiers lui disent de se méfier. Le 5 février 2013, Valeurs Actuelles, repris par l'AFP, révèle qu'une information judiciaire est ouverte contre elle pour « dénonciation mensongère (...) ayant entraîné des recherches inutiles ».
Peu après, elle se rétracte, revenant sur ses aveux imposés un mois plus tôt sous la pression et non-circonstanciés. L'affaire traîne. Fin 2013, dix mois après le viol, la juge d'instruction refuse toujours d'auditionner Maureen Kearney, malgré l'insistance de son avocat Thibault de Montbrial, qui demande alors au président de la chambre d'instruction de la cour d'appel de Versailles de saisir un autre juge, sans l'obtenir.
Après avoir pensé au suicide, se disant que ses enfants et petits-enfants « seront peut-être protégés » si elle n'est « plus là », elle perd 14 kilos, elle qui en « pesait en moyenne 57 ». Elle déménage, avec son mari, en 2014 dans les Deux-Sèvres, recherchant une « forme de sécurité » dans le choix d'une « maison de centre-ville ». Elle y milite à Artisans du Monde, à l'école Montessori et donne des cours d’anglais. Pendant six ans, elle ne dort « que par tranches de deux heures, sans cesse réveillée par des cauchemars », parfois « épouvantables », et ressent une « colère folle », se demandant « en permanence » comment la France, pays des Droits de l'Homme, a pu « laisser passer cette injustice ».

### 2017: premier procès
Quand son premier procès arrive en 2017, cinq ans après le viol, Maureen Kearney est épuisée, persuadée que ce sera « le moment de la réhabilitation » et qu'une femme magistrate sera sensible à ce qu'elle a vécu. Elle est déroutée en cours d'audience par le montant élevé de l'amende requise par le procureur (7 500 euros), puis par les étranges questions de la présidente, y répondant en larmes,. Comme ses avocats « n’interviennent jamais pour la protéger », elle pense « qu’ils n’en avaient pas le droit ».
À l'audience, le représentant du ministère public assène que Maureen Kearney était en 2012 « déprimée » et faisait « une fixation sur ces problèmes de contrat avec la Chine ». Son avocat Thibault de Montbrial déplore que « le couteau n'a pas été expertisé », alors qu'il a servi pour le crime ; il rappelle que « dans les dossiers qui concernent l'industrie lourde en France », les pressions de ces « officines qui travaillent pour des intermédiaires » « sont des choses qui peuvent arriver ».
Elle est condamnée à 5 000 euros d'amende et à cinq mois de prison avec sursis pour « dénonciation d’un crime ayant exposé les autorités judiciaires à d’inutiles recherches ».
Le tribunal se fonde sur l'absence de trace papillaire ou d'ADN, hormis les siennes, celles de son mari et de sa femme de ménage. Il est noté que tous les objets ayant servi à l’agression provenaient du domicile,.

### 2018: victoire en appel
En thérapie avec Gérard Chaput, ex-médecin militaire spécialisé dans les syndromes post-traumatiques, Maureen Kearney sort de la « sidération » par des méthodes comme l'EMDR ou l'hypnose ericksonienne. Elle reprend des forces avec le soutien de sa famille, de ses collègues et de la CFDT, qui finance le changement d'avocats pour faire appel en Justice. Les nouveaux conseils reprennent « les choses de A à Z » afin d'éclaircir toutes les « bizarreries » du dossier, obtenant la saisie d'un juge d'instruction, après une nouvelle plainte en février 2018, cette fois pour « séquestration, violence avec arme et viol ».
Ils découvrent que des traces d'ADN étranger prélevé sur le lieu du crime ont été « perdues » au cours de l'enquête. Ils soulignent l'existence d'appels téléphoniques menaçants, dont les enquêteurs affirmaient jusque là l'inexistence, reçus quelques jours avant le viol. La victime s'étant souvenue de sa rupture de ligament à l’épaule droite prouve qu'il lui était impossible de s’attacher seule à une chaise.
La pétition en ligne de son comité de soutien, appelle à « une justice équitable » pour les lanceurs d'alerte, « exigeant qu'elle « soit reconnue victime et non accusée ».
En novembre 2018, une quarantaine de syndicalistes CFDT, venus notamment de Bordeaux, de Tours, ou de La Hague (Manche) manifestent devant la Cour d'appel pour la soutenir puis assistent à l'audience, où son avocat Hervé Temime dénonce une « erreur judiciaire » et un rapport d'enquête « rempli d'erreurs, voire grossièrement faux », qui « démontre une conviction pré-établie » des enquêteurs. Il souligne que 24 scellés, envoyés pour être analysés par des experts scientifiques, n'ont jamais été versés au dossier. De même, un criminel expérimenté a pu effectuer les repérages dans la maison pour identifier le matériel nécessaire, tous les objets utilisés y étant visibles.
Balthazar Lévy, son autre avocat, salue la Cour d'appel « très attentive à nos arguments », qui « les a presque tous adoptés » et le « soulagement » de la victime après « toutes ces années de procédure qui l’ont éprouvée ».
Sa défense prouve que les empreintes digitales de la victime proviennent toutes de sa main gauche, alors qu’elle est droitière. Elles ont été relevées sur des objets de la maison, des verres et des poignées de porte, alors que les enquêteurs prétendaient qu'elles provenaient des liens ayant servi à la ligoter. Ils établissent aussi qu'aucun des experts l'ayant examinée n’a jamais corroboré l’hypothèse d’une invention de sa part. Gérard Chaput a affirmé, « en son âme et conscience » qu'elle a bien été agressée.
L'ensemble des preuves facilite sa victoire, ; elle est innocentée par un arrêt du 7 novembre 2018, la Cour dénonçant les « carences de l’enquête », relate L'Obs. Des lacunes « d’autant plus regrettables que la présence ou l’absence sur ces objets de traces génétiques, de Maureen Kearney ou d’un tiers, aurait été de nature à confirmer ou à infirmer de manière objective chacune des deux versions en présence », observe l'arrêt de la Cour. Libération jugera cinq ans après cette décision « davantage fondée » sur « les manquements de l’enquête relevés par la défense de Maureen Kearney » que sur une quelconque certitude quant à l'agression, qui « n'était de toute façon pas l’objet de cette procédure » en appel. L'arrêt de la Cour déplore que de nombreux prélèvements réalisés sur les adhésifs ayant servi à attacher Maureen Kearney à sa chaise, ou sur le manche du couteau, « ont fait l’objet de réquisitions d’analyse dont le résultat ne figure pas au dossier ». Les aveux en garde à vue, ont été extorqués « dans des conditions qui laissent d’autant plus la place au doute quant à la sincérité, qu’ils ne sont absolument pas circonstanciés », précise la Cour, qui observe que l' « état de sidération » peut expliquer que la victime ne se soit pas débattue ou que, libérée, elle refuse d'appeler la police, « craignant des représailles » puis porte plainte pour « menaces avec arme ».
Le ministère public a requis la confirmation de la peine prononcée en première instance, réclamant cette fois 5 000 euros d'amende et six mois de prison avec sursis.
L'Agence France-Presse et L'Obs relatent sa victoire en appel ; « peu d’autres médias relaient l’information », observera cinq ans après Libération. De nombreux médias en ont parlé, mi-septembre 2018, au moment du début du procès en appel,, sa relaxe deux mois après en novembre « est presque passée inaperçue » alors que « l'agression, elle, avait fait les gros titres », déplore L'Obs juste après la relaxe, en se demandant comment « réparer » les « erreurs judiciaires » et éviter qu'elles « prospèrent ».

### Une autre victime, dans une affaire similaire
La journaliste de L'Obs Caroline Michel Aguirre, auteure du livre-enquête La syndicaliste, a révélé cette deuxième affaire dans une enquête publiée le 28 février 2023. L'autre victime s'y exprime pour la première fois publiquement, à visage découvert.
L'agression de Marie-Lorraine Boquet-Petit, subie en 2006 dans les Yvelines aussi, avait suivi de quelques jours une lettre écrite au juge Philippe Courroye par son mari Emmanuel Petit, pour dénoncer des faits de corruption, un témoignage qui lui vaudra son licenciement. Selon Marie Claire, les similitudes « sont listées et glaçantes » car les deux femmes ont subi des menaces téléphoniques avant les viols, dans les deux cas effectués « à domicile ». Deux mêmes personnes, Henri Proglio, PDG de Veolia Environnement, puis d'EDF, et l'intermédiaire Alexandre Djouhri, se trouvaient dans leurs environnements à l'époque des faits.

## Adaptation au cinéma et réactions

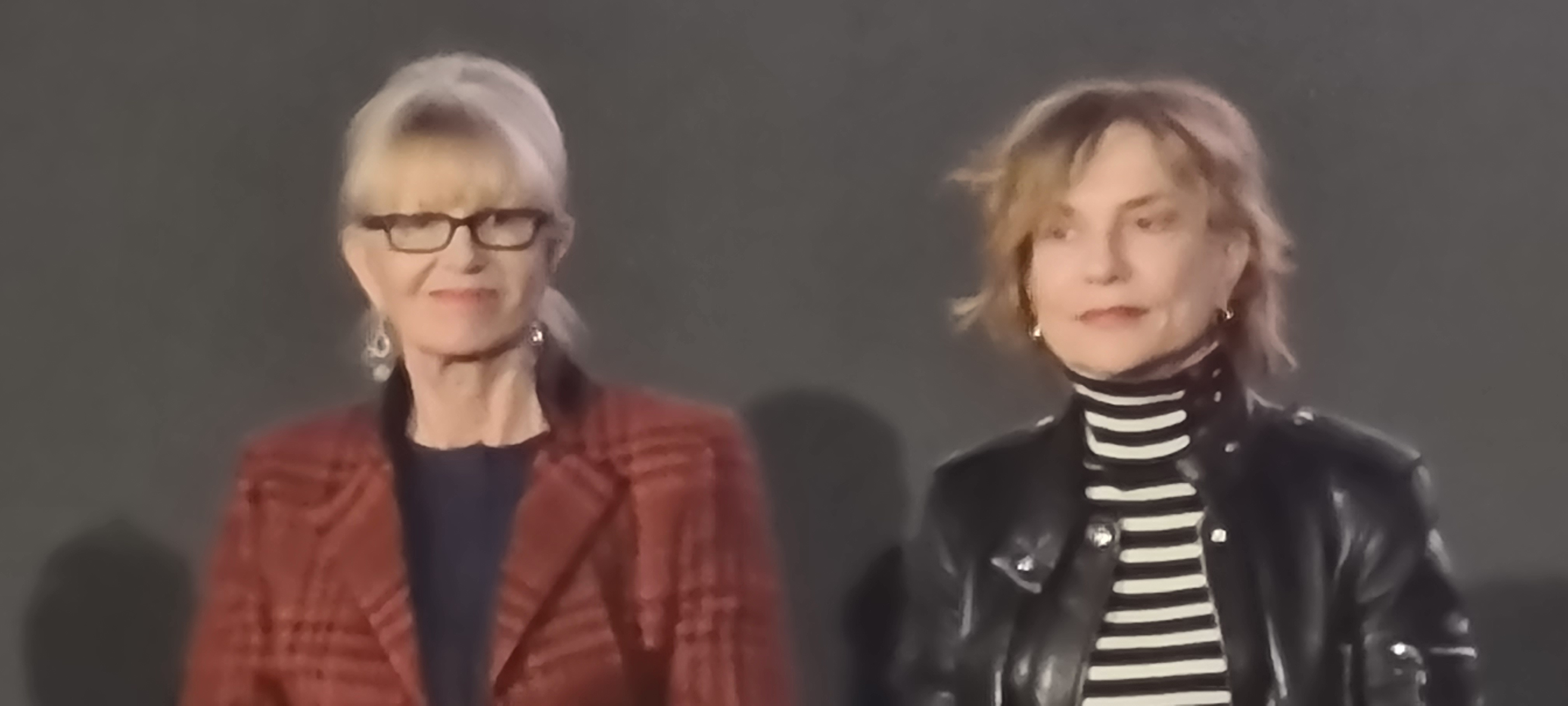
Maureen Kearney et Isabelle Huppert.

### Genèse du film
Le procès en cour d'appel est suivi par Caroline Michel-Aguirre, cheffe du service investigation de L'Obs, qui publie en 2019 le livre-enquête La Syndicaliste,, dont « sort peu grandi » Bernard Cazeneuve. L'homme politique était « contact régulier avec Maureen Kearney avant l’attaque », car Areva est implantée dans sa circonscription, et a « disparu ensuite ». De même que d'autres personnalités politiques qui « l’ont encouragée, avant de lui tourner le dos »,.
Caroline Michel-Aguirre y révèle les menaces proférées par Alexandre Djouhri à l’encontre d'Anne Lauvergeon quand EDF négociait secrètement avec la Chine et l'existence d'une autre lanceuse d'alerte scarifiée dans les Yvelines. Le livre inspire Suspicion, fiction sonore en cinq épisodes de François Luciani, où son personnage est « porté » par Marilyne Canto, habituée des séries policières. « L'effet de réel » de cette fiction est jugé « littéralement vertigineux » par un article de juin 2021 dans Le Monde.
Découvrant le livre par un tweet, Jean-Paul Salomé décide de l'adapter, d'une manière « fidèle ». Il propose le premier rôle à Isabelle Huppert, qu'il a déjà dirigée dans La Daronne. Ceux d'Anne Lauvergeon et de Luc Oursel, les deux PDG successifs d'Areva, sont confiés à Marina Foïs et à Yvan Attal. La presse féminine en parle la première, durant l'hiver 2022-2023,, et 15 février 2023, Variety informe qu'il sera diffusé dans une dizaine d'autres pays, grâce aux partenariats du producteur Bertrand Faivre, avec un fort intérêt de la presse anglaise et belge.

### Tournage
Maureen Kearney a donné son aval aux versions successives du scénario, puis est venue assister au tournage, sans intervenir. Deux semaines avant d'accompagner la sortie à Dublin et Paris, elle confie dans Le Monde avoir dû quitter la salle en pleine avant-première, choc émotionnel qui déclenche une sciatique « carabinée »  en revoyant la scène du viol. Elle a trouvé le film plus léger que ce qu'elle a vécu, la scène de la garde à vue étant « bien pire dans la réalité ! »
Sorti le 1er mars 2023, La Syndicaliste devient « l'événement cinématographique de la semaine ». À ce moment, Areva emploie  19 000 salariés dans le monde, soit quatre fois moins que les 75 000 de la fin 2009. Les critiques ont le plus souvent apprécié un « Erin Brockovich à la française », 20 Minutes saluant un film de « ceux qui marquent durablement », Le Figaro soulignant l'action d'une femme « pour retrouver sa dignité et son honneur » et Le Parisien notant un suspense qui « se déplace au fil de l’intrigue ».
Tourné dans les lieux des faits, notamment le village d'Auffargis (Yvelines), avec les personnes qui les ont vécus, pour replacer le film « dans son contexte de la façon la plus honnête possible », La Syndicaliste reproduit mot pour mot les propos de la présidente du tribunal durant le premier procès, ainsi que la plaidoirie d'Hervé Temime, joué par Gilles Cohen.

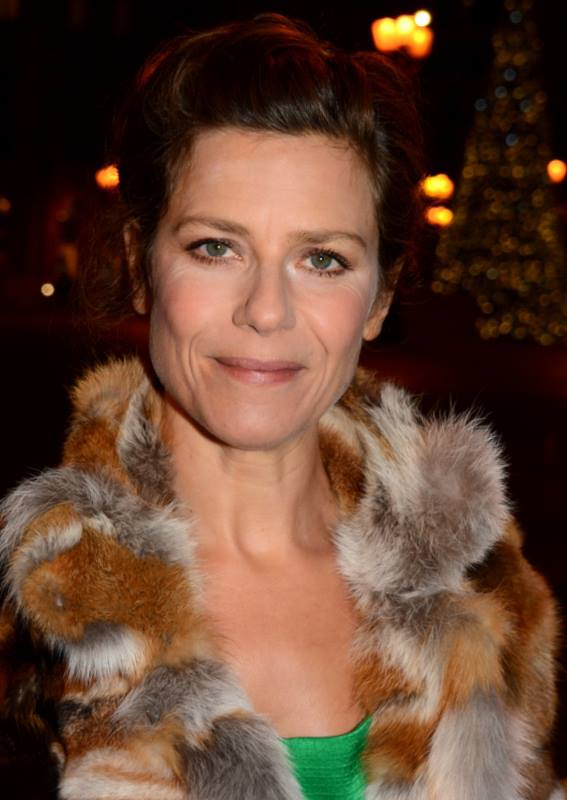
L'actrice Marina Foïs incarne le rôle d'Anne Lauvergeon dans La Syndicaliste.

### Réactions au film
Lors d'un débat avec 500 spectateurs invités par la CFDT Cadres et par la Maison des lanceurs d'alerte, Maureen Kearney évoque le personnage de la jeune policière qui découvre un cas similaire, par simple recoupement des données de l'enquête. Cette autre agression a eu lieu également dans les Yvelines, avec le même mode opératoire, notamment des actes de barbarie au couteau, contre la femme d'un autre lanceur d'alerte d'un grand groupe (Veolia Environnement). Elle précise que ce personnage de la fonctionnaire de police est imaginaire, n'ayant eu affaire qu'à des policiers masculins ; les faits sont réels,,,. Par une enquête publiée le 28 février 2023 dans L'Obs, Caroline Michel Aguirre a révélé cette deuxième affaire, étouffée par les enquêteurs[réf. nécessaire]. La seconde victime, Marie-Lorraine Boquet-Petit, s'exprime pour la première fois publiquement. Elle révèle que son viol a suivi de quelques jours une lettre écrite au juge d'instruction Philippe Courroye par son mari pour dénoncer des faits de corruption, alerte qui lui vaudra son licenciement. Selon Marie Claire, les similitudes sont « glaçantes » ; car les deux femmes ont subi des menaces téléphoniques avant les viols, dans les deux cas effectués « à domicile », une camionnette blanche étant aux abords. À l'époque des faits, deux mêmes noms sont cités, celui d'Henri Proglio, PDG de Veolia Environnement, puis d'EDF et celui de l'intermédiaire Alexandre Djouhri. Dans les deux cas, « des enquêtes jamais abouties ni même creusées, des dossiers rapidement refermés, des suspects jamais arrêtés, mais des victimes suspectées ». L'arrêt de la cour d’appel de Versailles précise cependant que les enquêteurs ont eu connaissance de la deuxième affaire. Aucune procédure n’a pu « être retrouvée ». Les fuites dans la presse mentionnaient la scarification, en éludant le viol.
Selon plusieurs médias, cette « nouvelle pièce pourrait relancer l'enquête » pour identifier les commanditaires de l'agression et Maureen Kearney confie qu'elle a « envie que l’enquête soit relancée »,. Elle ne souhaite pas en prendre l'initiative, refusant un nouveau parcours judiciaire.
Le soutien de sa famille et « des gens de la CFDT », l'a « sauvée de la dépression », en lui permettant de se rétracter, car elle « n'aurait pas pu vivre » avec elle-même si elle n'avait « pas dit la vérité ». Selon Maureen Kearney, il lui est difficile de dire aux autres victimes de viols « de porter plainte (...) en leur promettant qu'elles vont être accompagnées » par la Justice, « car ce n'est pas vrai ».
Jean-Pierre Bachman, coordinateur de la CFDT d'Areva, qui a témoigné à son premier procès et veillé à ce que la CFDT paie ses frais d’avocats, a rappelé que le syndicat recevait directement des informations confidentielles, puis les recoupait. Ce n'est donc pas, comme le présente le film, un cadre d'EDF opposé au PDG Henri Proglio qui divulgue le projet de rapprochement avec les Chinois.
De son côté, Clémentine Autain, députée de La France insoumise demande la création d'une commission d'enquête parlementaire,.
La famille de Luc Oursel a dénoncé des scènes du film comme contraires aux faits. Elle estime que la perte des milliers d'emplois est causée par la perte de chiffre d'affaires et par le surendettement d'Areva (commentaire : le dérapage de l'endettement du groupe proviendrait du financement hasardeux des sous-traitants (crédit fournisseur), consécutif au très fort accroissement des commandes de 2006 à 2009[réf. nécessaire]). Selon elle, l'ex-PDG d'Areva, mort en 2014, n'a « jamais jeté de chaise sur Maureen Kearney lors d’un conseil d’administration » et n'a « pas cherché à intervenir dans le processus judiciaire, ni rencontré par exemple le procureur de Versailles ». En France, il est rare qu'un film traite « d'une histoire vraie dans le milieu du pouvoir dont la plupart des protagonistes sont encore vivants », a commenté Marc Endeweld, journaliste d'Off-investigation.

### Émissions de radio
- Fabrice Drouelle, « La Syndicaliste et le Scandale d’État » [audio], sur Affaires sensibles, France Inter, Radio France, 18 février 2020 (consulté le 1er mars 2023).
- Noémie Landreau, « Épisode 1/2 : L'agression - L'histoire vraie de Maureen Kearney, la syndicaliste » [audio], sur Les Pieds sur terre, France Culture, Radio France, 26 octobre 2021 (consulté le 2 mars 2023).
- Noémie Landreau, « Épisode 2/2 : La justice - L'histoire vraie de Maureen Kearney, la syndicaliste » [audio], sur Les Pieds sur terre, France Culture, Radio France, 27 octobre 2021 (consulté le 2 mars 2023).

Émission de Fabrice Drouelle, Affaires sensibles Série Fiction
Suspicion d'après le livre enquête La Syndicaliste de Caroline Michel-Aguirre, inspiré de "Affaire Maureen Kearney" faisant intervenir Henri Proglio, Luc Oursel, Anne Lauvergeon, Arnaud Montebourg.
- « L'agression (épisode 1) » [audio], sur franceinter.fr, 22 juin 2021
- « Le duel (épisode 2) ; le doute (épisode 3) » [audio], sur franceinter.fr,, 23 juin 2021
- « La manipulation (épisode4) » [audio], sur franceinter.fr, 24 juin 2021
- « La vérité  (épisode 5) » [audio], sur franceinter.fr, 25 juin 2021

À la suite des épisodes, des entretiens avec Maureen Kearney, Hervé Temime, Caroline Michel-Aguirre.

### Documentaire
- Affaires sensibles Affaire Maureen Kearney, la syndicaliste d'Areva France Télévisions, 2022.
- « L’affaire Maureen Kearney » ou la vie brisée d’une syndicaliste trop curieuse - F3 Paris idF mars 2023 -